# 1982 au théâtre
| Années du théâtre : 1979 - 1980 - 1981 - 1982 - 1983 - 1984 - 1985    |
| Décennies du théâtre : 1950 - 1960 - 1970 - 1980 - 1990 - 2000 - 2010 |

Cet article présente les faits marquants de l'année 1982 au théâtre.

## Événements
- Première édition du festival théâtral de Coye-la-Forêt.

## Pièces de théâtre représentées
- Huis clos de Jean-Paul Sartre, mise en scène de Georges Wilson, tournée Herbert-Karsenty
- 21 janvier : La Pattemouille de Michel Lengliney, mise en scène Jean-Claude Islert, Théâtre de la Michodière
- Septembre : Coup de soleil de Marcel Mithois, Théâtre Antoine
- L'Échange de Paul Claudel, mise en scène Jean-Louis Thamin, Nouveau Théâtre de Nice
- Deburau de Sacha Guitry, mise en scène Jacques Rosny avec Robert Hirsch, Jean-Philippe Puymartin, Jean-Claude Aubé, Théâtre des Célestins
- Glengarry Glen Ross de David Mamet, Royal National Theatre

## Naissances
- 20 juin : Ophélia Kolb, comédienne française

## Décès
- 1er janvier : Estella Blain (°1930)
- 8 janvier : Grégoire Aslan (°1908)
- 12 février : Gabriel Arout (°1909)
- 29 avril : Raymond Bussières (°1907)
- 5 mai : Luce Fabiole (°1892)
- 7 mai : Alfred Adam (°1908)
- 29 mai : Romy Schneider (°1938)
- 6 juin : René Arrieu (°1924)
- 10 juin : Rainer Werner Fassbinder (°1945)
- 18 juin : Djuna Barnes (° 1892).
- 30 juin : Jean Bolo (°1920)
- 5 juillet : Robert Prévost (°1927)
- 16 juillet : Patrick Dewaere (°1947)
- 29 août : Ingrid Bergman (°1915)
- 18 septembre : Jacqueline Gauthier (°1921)
- 2 octobre : Robert Vattier (°1906)
- 5 octobre : François Simon (°1917)
- 21 novembre : Georges Chamarat (°1901)
- 24 décembre : Maurice Biraud (°1922)

- Roger Harth (°1927)